# 국악한마당
《국악한마당》은 KBS 1TV에서 매주 토요일 낮 12시 10분에 방송되는 음악 프로그램이다.

## 방송 시간
| 방송 채널 | 방송 기간                           | 방송 시간                            |
| --------- | ----------------------------------- | ------------------------------------ |
| KBS 1TV   | 1986년 6월 1일 ~ 1986년 11월 2일    | 매주 일요일 밤 11시 30분 ~ 12시      |
| KBS 1TV   | 1987년 11월 8일 ~ 1989년 3월 5일    | 매주 일요일 오전 11시 15분 ~ 12시    |
| KBS 1TV   | 1989년 3월 11일 ~ 1989년 10월 7일   | 매주 일요일 오후 5시 45분 ~ 6시 30분 |
| KBS 1TV   | 1989년 10월 14일 ~ 1990년 4월 7일   | 매주 토요일 오전 10시 ~ 11시         |
| KBS 1TV   | 1994년 10월 14일 ~ 1995년 2월 17일  | 매주 금요일 밤 10시 ~ 10시 45분      |
| KBS 1TV   | 1995년 2월 24일 ~ 1995년 9월 1일    | 매주 금요일 밤 10시 15분 ~ 11시      |
| KBS 1TV   | 1995년 9월 7일 ~ 1996년 10월 10일   | 매주 목요일 밤 11시 50분 ~ 12시 40분 |
| KBS 1TV   | 1996년 10월 20일 ~ 1997년 11월 30일 | 매주 일요일 밤 12시 15분 ~ 1시       |
| KBS 1TV   | 1997년 12월 21일                    | 일요일 밤 12시 45분 ~ 1시 30분       |
| KBS 1TV   | 1998년 1월 11일                     | 일요일 밤 12시 45분 ~ 1시 30분       |
| KBS 1TV   | 1998년 2월 22일                     | 일요일 밤 12시 45분 ~ 1시 30분       |
| KBS 1TV   | 1998년 3월 8일                      | 일요일 밤 12시 45분 ~ 1시 30분       |
| KBS 1TV   | 1998년 3월 21일                     | 일요일 밤 12시 45분 ~ 1시 30분       |
| KBS 1TV   | 1998년 4월 5일                      | 일요일 밤 12시 45분 ~ 1시 30분       |
| KBS 1TV   | 1998년 4월 12일                     | 일요일 밤 12시 45분 ~ 1시 30분       |
| KBS 1TV   | 1998년 1월 4일                      | 일요일 밤 12시 30분 ~ 1시 15분       |
| KBS 1TV   | 1998년 3월 15일                     | 일요일 밤 12시 30분 ~ 1시 15분       |
| KBS 1TV   | 1998년 1월 18일                     | 일요일 새벽 1시 ~ 1시 45분           |
| KBS 1TV   | 1998년 6월 21일 ~ 1999년 10월 17일  | 매주 일요일 아침 9시 ~ 10시          |
| KBS 1TV   | 1999년 10월 23일 ~ 2000년 4월 29일  | 매주 토요일 낮 12시 15분 ~ 1시 15분  |
| KBS 1TV   | 2000년 5월 7일 ~ 2001년 4월 29일    | 매주 일요일 오전 11시 ~ 12시         |
| KBS 1TV   | 2001년 5월 6일 ~ 2006년 3월 12일    | 매주 일요일 낮 1시 10분 ~ 2시        |
| KBS 1TV   | 2017년 6월 3일 ~ 2018년 5월 26일    | 매주 일요일 낮 1시 10분 ~ 2시        |
| KBS 1TV   | 2006년 3월 18일 ~ 2017년 5월 27일   | 매주 토요일 낮 12시 10분 ~ 1시       |
| KBS 1TV   | 2018년 6월 2일 ~ 현재               | 매주 토요일 낮 12시 10분 ~ 1시 5분   |

## 진행자
| 대수 | 진행자 | 진행 기간                          |
| ---- | ------ | ---------------------------------- |
| 1대  | 이금희 | 1997년 3월 3일 ~ 1998년 12월 26일  |
| 2대  | 임수민 | 1999년 1월 2일 ~ 2001년 11월 4일   |
| 3대  | 오유경 | 2001년 11월 11일 ~ 2004년 5월 2일  |
| 4대  | 위서현 | 2004년 5월 9일 ~ 2004년 12월 19일  |
| 5대  | 김윤지 | 2005년 1월 9일 ~ 2006년 3월 12일   |
| 6대  | 고민정 | 2006년 3월 18일 ~ 2006년 11월 18일 |
| 7대  | 변우영 | 2006년 11월 25일 ~ 2007년 11월 3일 |
| 8대  | 최원정 | 2007년 11월 10일 ~ 2009년 4월 18일 |
| 9대  | 국혜정 | 2009년 4월 25일 ~ 2011년 1월 15일  |
| 10대 | 가애란 | 2011년 1월 22일 ~ 2013년 4월 6일   |
| 11대 | 정다은 | 2018년 6월 30일 ~ 2019년 3월 23일  |
| 12대 | 정은승 | 2020년 1월 18일 ~ 2024년 3월 23일  |

## 결방 사유 및 편성 변경

### 2023년
- 7월 15일 : 《KBS 뉴스특보》 편성으로 인한 결방.
- 12월 30일 : 《2023 KBS 국악대상》 편성으로 인한 결방

### 2024년
- 12월 7일 ~ 12월 14일 : 윤석열 대통령 탄핵 관련 KBS 뉴스특보 편성으로 인한 결방

### 2025년
- 1월 4일 : 《추적 60분》 긴급취재 제주항공 여객기 참사 재방송 편성으로 인한 결방

## 타이틀 변천사
| 기수 | 타이틀      | 방송 기간                         |
| ---- | ----------- | --------------------------------- |
| 1기  | 국악무대    | 1984년 4월 8일 ~ 1985년 11월 3일  |
| 2기  | 국악한마당  | 1986년 6월 1일 ~ 1986년 11월 2일  |
| 3기  | 국악의 향연 | 1986년 11월 9일 ~ 1987년 3월 1일  |
| 4기  | 국악순례    | 1987년 3월 8일 ~ 1987년 11월 1일  |
| 5기  | 국악한마당  | 1987년 11월 7일 ~ 1990년 4월 8일  |
| 6기  | 국악춘추    | 1990년 4월 13일 ~ 1994년 10월 2일 |
| 7기  | 국악한마당  | 1994년 10월 14일 ~ 현재           |

## 시청률

### 2015년
- AGB 닐슨 미디어리서치

| 회차   | 방송 일자        | 전국 시청률(증감치) |
| ------ | ---------------- | ------------------- |
| 1054회 | 2015년 1월 3일   | 4.0%                |
| 1055회 | 2015년 1월 10일  | 미집계              |
| 1056회 | 2015년 1월 17일  | 미집계              |
| 1057회 | 2015년 1월 24일  | 미집계              |
| 1058회 | 2015년 1월 31일  | 3.2%                |
| 1059회 | 2015년 2월 7일   | 미집계              |
| 1060회 | 2015년 2월 14일  | 미집계              |
| 1061회 | 2015년 2월 21일  | 6.8%                |
| 1062회 | 2015년 2월 28일  | 2.8%                |
| 1063회 | 2015년 3월 7일   | 5.0%                |
| 1064회 | 2015년 3월 14일  | 미집계              |
| 1065회 | 2015년 3월 21일  | 미집계              |
| 1066회 | 2015년 3월 28일  | 미집계              |
| 1067회 | 2015년 4월 4일   | 3.2%                |
| 1068회 | 2015년 4월 11일  | 미집계              |
| 1069회 | 2015년 4월 18일  | 미집계              |
| 1070회 | 2015년 4월 25일  | 미집계              |
| 1071회 | 2015년 5월 2일   | 미집계              |
| 1072회 | 2015년 5월 9일   | 3.5%                |
| 1073회 | 2015년 5월 16일  | 3.0%                |
| 1074회 | 2015년 5월 23일  | 미집계              |
| 1075회 | 2015년 5월 30일  | 2.5%                |
| 1076회 | 2015년 6월 6일   | 3.1%                |
| 1077회 | 2015년 6월 13일  | 미집계              |
| 1078회 | 2015년 6월 20일  | 2.6%                |
| 1079회 | 2015년 6월 27일  | 3.0%                |
| 1080회 | 2015년 7월 4일   | 3.0%                |
| 1081회 | 2015년 7월 11일  | 3.2%                |
| 1082회 | 2015년 7월 18일  | 2.5%                |
| 1083회 | 2015년 7월 25일  | 3.1%                |
| 1084회 | 2015년 8월 1일   | 미집계              |
| 1085회 | 2015년 8월 8일   | 2.5%                |
| 1086회 | 2015년 8월 22일  | 2.8%                |
| 1087회 | 2015년 8월 29일  | 2.3%                |
| 1088회 | 2015년 9월 5일   | 2.1%                |
| 1089회 | 2015년 9월 12일  | 2.8%                |
| 1090회 | 2015년 9월 19일  | 2.6%                |
| 1091회 | 2015년 9월 26일  | 3.5%                |
| 1092회 | 2015년 10월 3일  | 2.4%                |
| 1093회 | 2015년 10월 10일 | 2.2%                |
| 1094회 | 2015년 10월 17일 | 2.4%                |
| 1095회 | 2015년 10월 24일 | 2.4%                |
| 1096회 | 2015년 10월 31일 | 3.3%                |
| 1097회 | 2015년 11월 7일  | 4.2%                |
| 1098회 | 2015년 11월 14일 | 3.2%                |
| 1099회 | 2015년 11월 21일 | 2.6%                |
| 1100회 | 2015년 11월 28일 | 3.2%                |
| 1101회 | 2015년 12월 5일  | 3.2%                |
| 1102회 | 2015년 12월 12일 | 3.1%                |
| 1103회 | 2015년 12월 19일 | 3.6%                |
| 1104회 | 2015년 12월 26일 | 3.2%                |

## 같이 보기
- KBS 국악대상
- KBS 국악관현악단

## 국악 프로그램
- 국악의 향기